# Allotipo
Allotipo è un termine principalmente utilizzato in immunologia e si riferisce alla diversità di sequenza di determinate regioni di un gene tra membri della stessa specie. In particolare è possibile definire allotipo un prodotto proteico che, se presente all'interno di un individuo differente da quello d'origine, può essere riconosciuto come antigene dal sistema immunitario dell'individuo ricevente.